# José María Morelos, Tantima
José María Morelos är en ort i Mexiko.   Den ligger i kommunen Tantima och delstaten Veracruz, i den sydöstra delen av landet, 260 km nordost om huvudstaden Mexico City. José María Morelos ligger 74 meter över havet och antalet invånare är 382.
Terrängen runt José María Morelos är platt åt nordost, men åt sydväst är den kuperad. Terrängen runt José María Morelos sluttar norrut. Runt José María Morelos är det ganska tätbefolkat, med 134 invånare per kvadratkilometer. Närmaste större samhälle är Naranjos, 10,3 km öster om José María Morelos. Omgivningarna runt José María Morelos är en mosaik av jordbruksmark och naturlig växtlighet.